# World of Illusion
 (octobre 2019).
Si vous disposez d'ouvrages ou d'articles de référence ou si vous connaissez des sites web de qualité traitant du thème abordé ici, merci de compléter l'article en donnant les références utiles à sa vérifiabilité et en les liant à la section « Notes et références ».
World of Illusion (ou World of Illusion Starring: Mickey Mouse & Donald Duck, titre original japonais : I Love Mickey & Donald: Fushigina Magic Box) est un jeu vidéo de plate-forme développé et édité par Sega sorti en 1992 sur Mega Drive. Le jeu utilisant la licence Disney s'est fait remarquer par son mode coopératif à deux joueurs assez rare sur les consoles de l'époque.

## Synopsis
Attiré par une boite étrange qu'il vient de découvrir, Donald disparait mystérieusement, rapidement suivi par Mickey venu l’aider. Enfermés à l'intérieur de la boite, ils découvrent un monde d’illusion créé par un méchant magicien. Au fil des niveaux ils devront éviter les pièges et vaincre le magicien.

## Univers
Les décors du jeu reprennent les environnements de différents films Disney comme La petite sirène ou Alice au pays des merveilles pour les plus évidents. On peut constater la même chose pour les personnages présents dans l'aventure. À titre d'exemple, Pat Hibulaire joue dans ce jeu (comme dans la plupart des jeux "Mega Drive" avec Mickey) le rôle du sorcier ennemi des deux compères.
Certains niveaux ressemblent étrangement à ceux présents dans le jeu Castle of Illusion, la bibliothèque et son monde de gâteaux sont très similaires par leur apparence.

## Système de jeu
Le joueur dirige un magicien, Mickey ou Donald, ou bien les deux en mode coopération. Les deux compères ont les mêmes capacités.
En mode deux joueurs, la notion d'entraide est vitale pour le bon déroulement de l'aventure. Afin de trouver une issue favorable à la progression, les deux héros peuvent se hisser sur des points élevés grâce à une corde tenue par l'un ou l'autre, ils peuvent faire la courte-échelle ou encore jouer le rôle de contrepoids sur des balançoires. Le jeu prend alors toute sa force dans la réflexion car contrairement à beaucoup de jeux, ici, les deux joueurs doivent agir en équipe.
En mode solo, l'aventure varie selon le choix du personnage incarné. De nouveaux niveaux se débloquent permettant ainsi au joueur de redécouvrir l'aventure sans se lasser de la refaire avec le second protagoniste. De même, la fin de l'aventure est alternative.

## Graphismes
Les graphismes ressemblent à ceux de Castle of Illusion.